# Condemnation
 «Condemnation»  — третій сингл британської групи  Depeche Mode  з їх восьмого студійного альбому  Songs of Faith and Devotion і 29-й в дискографії групи. Вийшов 13 вересня 1993 (в США - 14 вересня). Досягав дев'ятого рядка у UK Singles Chart.

## Подробиці
«Condemnation» - це госпел - пісня у роковому оформленні. «Paris Mix» - це версія з додатковим жіночим бек-вокалом і з дещо іншою схемою ударних. Дейв Гаан  хотів, щоб пісня стала першим синглом з Songs of Faith and Devotion, але було ухвалено інше рішення.
Як бі-сайди використані ремікси пісень «Death's Door» і «Rush», а також деякі «живі» треки, записані під час Devotional Tour. «Death's Door» у 1991 була включена в саундтрек фільму «Коли настане кінець світу». Оригінальна версія цієї пісні була записана  Мартіном Гором  і  Аланом Уайлдером  по завершенні туру на підтримку альбому Violator і досі доступна тільки на CD саундтрека.